# جورج دايتون
جورج دايتون (بالإنجليزية: George Dayton)‏ هو سياسي أمريكي، ولد في 1827، وتوفي في 1938. انتخب عضو مجلس ولاية نيوجيرسي.